# دلباخته در شهر
دلباخته در شهر (انگلیسی: Lovestruck in the City; کره‌ای: 도시남녀의 사랑법) یک مجموعه تلویزیونی کره جنوبی سال ۲۰۲۰ با بازی جی چانگ ووک و کیم جی وون است. این مجموعه به کارگردانی پارک شین وو، داستان عشق جوانان را بازگو می‌کند. این مجموعه از ۲۲ دسامبر ۲۰۲۰ تا ۱۶ فوریه ۲۰۲۱، روزهای سه‌شنبه و جمعه ساعت ۱۷:۰۰ (کی‌اس‌تی) از کاکائو تی‌وی پخش شد. دلباخته در شهر همچنین برای استریم بین‌المللی در نتفلیکس در دسترس است.